# Maat
Maat (m3ˁ.t) az ókori egyiptomi vallás szerint az igazság és a rend, valamint a törvény megszemélyesítője és istennője. Ő képviseli a teremtéskor felállított világrendet, melynek fenntartása a fáraó feladata.
Már az óbirodalom idején említik futólag, a Piramisszövegekben, ahol Ré napisten mögött állt. Ré napisten lánya (a rokonsági kapcsolatra csak az újbirodalom idejéből van forrás), így testvére az uralkodó fáraónak, akinek már az Óbirodalom óta egyik címe a Ré fia. Kapcsolatba hozták Ozirisszel is, akit már korán az igazság urának neveznek, emiatt a későbbi időkben alakja összeolvadt az Íziszével. Férjének leggyakrabban Thotot, az írás istenét tartották.
A Piramisszövegekben kettős szerepben, „a két Maat”-ként szerepel, ő ítéli meg az elhunyt király jogosultságát Geb trónjára. Későbbi szövegekben az elhunytakat a két Maat, azaz a két Igazság csarnokában ítélik meg, az  isteni bírókat itt Maat tanácsának vagy testületének nevezik. Ha valaki meghalt, Maat döntötte itt el, hogy a szíve eléggé tiszta-e ahhoz, hogy az örök boldogság mezejére léphessen: ha a halott szíve nehezebb volt, mint Maat tolla a mérleg másik serpenyőjében, helyben felfalta Ammut, a félelmetes Halottfaló. A 7 virtust és a 42 intést, amelyek az egyiptomiak erkölcsiségét határozták meg, Maat istennő elvárásaiként tartották nyilván, amelyek alapján megítélte a földről távozó lelkeket.
Imádatának legfontosabb része az volt, amikor az uralkodó rituálisan felajánlotta az istennő kis alakját az istenek templomaiban, annak jeleként, hogy fenntartja a rendet. Az Újbirodalom idején leggyakrabban Ámon-Rének és Ptahnak, esetenként Thotnak ajánlották fel. Ezek a jelenetek nagyon hasonlóak ahhoz, amikor a király más életfontosságú dolgokat, például ételt kínál fel az isteneknek, és Maatot említik is „az istenek tápláléka”-ként, ami annak a jele, hogy az istenek az igazságon élnek.

## Ikonográfiája
Ábrázolása majdnem mindig teljesen antropomorf: fején tollat viselő, gyakran szárnyas nőalak. A toll önmagában is jelképezhette őt, illetve a szobortalapzatot ábrázoló hieroglif jel is.
Fáraók trónneve részeként is előfordul neve (Hatsepszut: Maatkaré, „Ré lelke az igazság”; III. Amenhotep: Nebmaatré, „Az igazság ura Ré”; II. Ramszesz: Uszermaatré, „Ré igazsága erős”). Azokon az ábrázolásokon, ahol az uralkodó Maat kicsi alakját ajánlja fel az isteneknek, az istennő megjelenítése néha a fáraó trónneve rébuszként, például II. Ramszesznél az uszer jelentésű jogart tartja kezében és Ré napkorongja látható a fején.

## Kultusza
Kis temploma állt a karnaki templomkomplexumban, Montu templomkörzetében, de ezt leszámítva ritka a saját szentély, inkább más istenekében szokás ábrázolni. Akik a Maat papja címet viselték, valójában bírók voltak, hivataluk jelképeként az istennő kis aranyszobrát hordták nyakukban.